# Entenfang (Wesseling)
Das Naturschutzgebiet Entenfang hat eine Fläche von über 75.000 Quadratmetern und befindet sich in Wesseling zwischen den Gemeindeteilen Keldenich und Berzdorf. Das Naturschutzgebiet Entenfang ist im Jahre 1969 zur Erhaltung seiner Lebensräume und Lebensgemeinschaften von Pflanzen und Tieren, sowie aufgrund seiner Seltenheit als Naturschutzgebiet ausgewiesen worden. Durch intelligente botanische Aufforstung und Erweiterung der Grünflächen, wurde durch die Stadt Wesseling zusätzlich ein attraktives Naherholungsgebiet geschaffen.

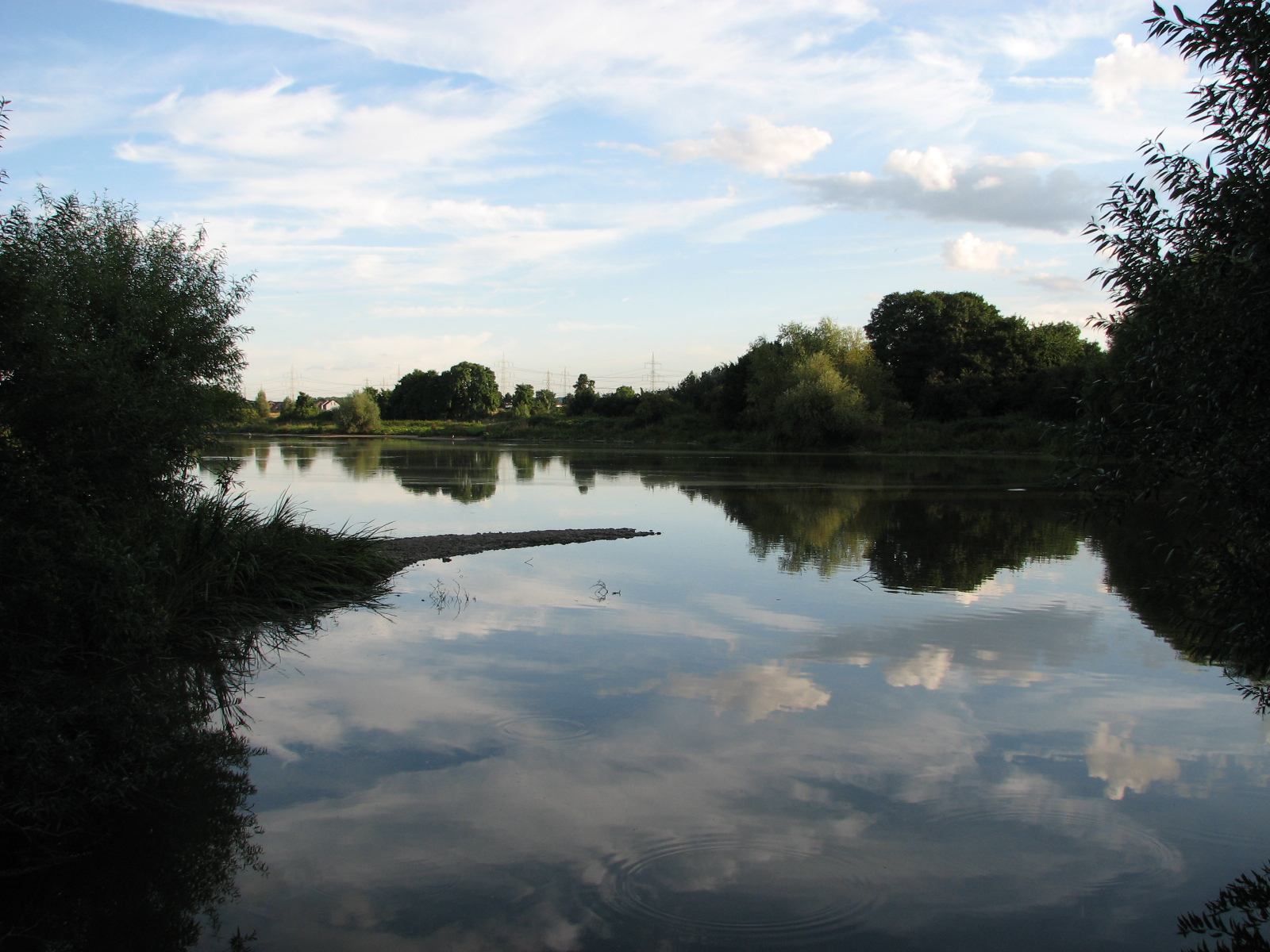
Naturschutzgebiet Entenfang

## Freizeitaktivitäten
Viele Wesselinger Bewohner nutzen das seit 1969 als Naturschutzgebiet ausgewiesene Naherholungsgebiet als beliebtes Ausflugsziel zum Spazierengehen, Sonnenbaden oder für sportliche Aktivitäten wie z. B. zum Joggen oder Fahrradfahren. Im Sommer finden hier verschiedene Feste für Familien statt, oder auch einfache
Begegnungstreffen und Grillabende. Jugendliche finden hier unter anderem einen Fußballplatz, einen Skaterpark und auf einem Abenteuerspielplatz können sich Kinder ausgiebig austoben. Junge Mütter bzw. Eltern treffen sich hier zum Erfahrungsaustausch. Weiterhin existieren auch Lauftreffs von Gleichgesinnten und ein Verein der Hundefreunde Entenfang e. V. Wesseling.

## Geologische Entwicklung
Das Naturschutzgebiet Entenfang liegt in einer Altstromrinne des Rheinflusses. Eine 8 Meter hohe Geländestufe wurde im Westen vom eiszeitlichen Rhein durch Seitenerosion herausgearbeitet. Die alten Hangkanten der Uferterrassen sind heute noch sichtbar, welche die damaligen Uferlinien bezeugen.
Auf der alten Uferlinie verlaufenden Niederterrasse liegen auf ca. 50–60 Meter über NN am Rand zur Rheinaue von Norden nach Süden die Städte Bonn, Wesseling und Köln.
Auf der darüberliegenden etwa 60–70 Meter über NN hohen Mittelterrasse liegen die
Städte Brühl, Hürth und Frechen. Über der Mittelterrasse verläuft die Oberterrasse der Ville.
Die Mittelterrasse ist ebener als die Niederterrasse. Der Grund für diese Verschiedenheit beruht auf der Tatsache, dass die Mittelterrasse in der letzten Kaltzeit mit einer 5 bis 10 Meter dicken Schicht aus Löß überdeckt wurde. Der 600 Meter lange und 100 Meter breite Entenfang ist das einzige Gewässer, welches im alten Rheinlauf erhalten geblieben ist.
Der Entenfang ist somit einer der wenigen Reste der ursprünglichen Auenlandschaften in der Köln-Bonner Bucht und stellt damit ein geologisches Denkmal in der Landschaftsgeschichte des südlichen Niederrheins dar.
Siehe auch zum Thema: Geologie der Niederrheinischen Bucht

## Geschichte
Erstmals schriftlich erwähnt wurde der Name „Ähndtenfang“ im Jahre 1679 worin dieser zu seiner Zeit als historische Entenfanganlage im früheren Feuchtgebiet zwischen Keldenich und Berzdorf bezeichnet wurde. Hier wurde für die kulinarischen Belange des Kurfürsten Clemens August und seiner Gäste das Entengeflügel gefangen.
In der Nähe des Entenfang befindet sich das um 1750 errichtete „Jagdschlösschen Haus Entenfang“, welches heute als kommunale Einrichtung eines Kindergartens genutzt wird.
Der 1,6 Hektar große Entenfang in seiner heutigen Gestalt ist das einzige Gewässer in der Köln-Bonner Bucht, welches in einem ehemaligen Altrheinarm erhalten geblieben ist. Der Entenfang grenzt direkt an die Mittelterrasse, die während der letzten Eiszeiten neben der Nieder- und Hochterrasse entstand. Die alten Hangkanten der Uferterrassen sind im Westen heute noch sichtbar.
Heute wird die Altrheinrinne des Entenfang mit Wasser des aus Vorgebirge kommenden Dickopsbach im Süden und des Palmersdorfer Baches aus dem Norden versorgt.
Bei den damals durchlässigen Kiesböden versickerte das meiste Wasser. Bis zu Anfang des 19. Jahrhunderts traten durch andauernde Regenfälle oder Schneeschmelzen bei höherem Grundwasserspiegel immer wieder Hochwasser zwischen Keldenich und Berzdorf auf. Während dieser Zeit unterhielten die Bauern hier Viehweiden, deren Einzäunung noch heute in Teilen sichtbar ist.
Mit der Zunahme von Nährstoff- und Schlammeinträgen verwandelten sich die periodisch überfluteten Feuchtwiesen zu einer dauerhaften Wasserfläche, dem heutigen Entenfang.
Wegen häufiger Überflutung und Hochwasser wurden im Norden (am heutigen Fußballplatz) ein erhöhter Gehweg zu einem Damm aufgeschüttet und nacheinander vier Sickergruben angelegt.
Die Sickergruben reichten bald nicht mehr aus, so dass im Jahre 1976 die Sickergruben durch einen Kanalabfluss zum Rhein hin ersetzt wurden.

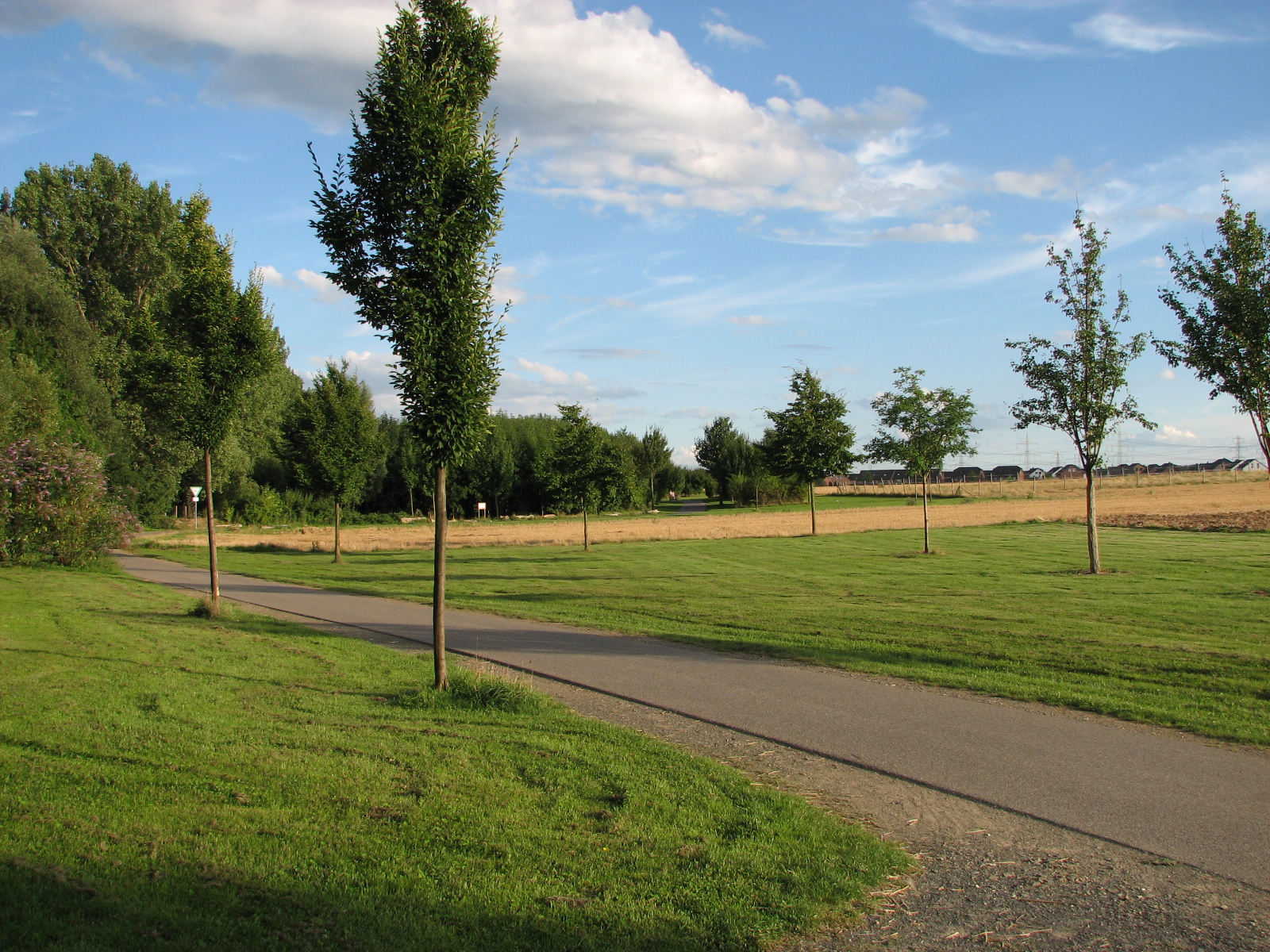
Naherholungsgebiet

In den 70er Jahren wurde im Norden eine großzügige Freizeit- und Grünfläche angelegt, die bis heute als Naherholungsgebiet und Rückzugsgebiet für Mensch und Tier genutzt werden kann. Eine gründliche Entschlammung im Jahre 1989 sowie die Fertigstellung der Kläranlage Sechtem im Jahre 1998 sicherten den Fortbestand des für diese Region seltenen und bedeutsamen Biotops.
Bis heute dienen kontinuierliche Erhaltungsmaßnahmen wie aufwändige Aufforstung und Erweiterungen zur weiteren Aufwertung des beliebten Naturschutzgebietes Entenfang.

## Biotop Entenfang
Durch die dauerhafte Wasserfläche entwickelte sich gegen Ende der 1950er Jahre eine einmalige Tier- und Pflanzenwelt, so dass im Jahre 1969 dieses Biotop wegen seiner einmaligen Sonderstellung für rastende und brütende Watvögel (Limikolen) unter Naturschutz gestellt wurde. Um die Attraktivität für die Vogelwelt zu verbessern, wird jährlich zu Beginn der Zugzeit der Wasserstand gesenkt. Durch diese Maßnahme wird das Angebot an Rastflächen und das Nahrungsangebot für Wat- und Wasservögel erhöht.
Seit der Jahrtausendwende wurden umfangreiche Neuanpflanzungen im westlichen Teil des Entenfangs durchgeführt. Südwestlich wurde ein Grüngürtel als Abgrenzung und Sichtschutz gegen die fortschreitende Bebauung angelegt, um die Brut- und Rückzugsmöglichkeiten für die Tierwelt zu erweitern. Im Nordwesten wurden zusätzliche Heckenpflanzungen auf ehemaligen Ackerflächen angelegt.
Im Jahre 2003 wurden Alleebäume entlang der Wege ergänzt, wofür 80 Jahre alte Pappeln entfernt werden mussten, weil diese mittlerweile ein Sicherheitsrisiko darstellten.
Auch in Zukunft werden immer wieder weitere Aufforstungen erfolgen, die der Tierwelt und auch dem Besucher des Naturschutzgebietes Entenfang ausreichend Erholung bieten werden.

## Tierwelt
Am Entenfang findet man neben zahlreichen Klein- und Großlibellen auch die Europäische Sumpfschildkröte sowie die Bisamratte und in warmen Sommertagen kann man abends Wasserfrösche hören und die seltene Wechselkröte. Abends sind am Himmel mindestens drei Fledermausarten, darunter der Große Abendsegler zu beobachten.
Im Wasser schwimmen neben ausgesetzten Goldfischen vor allem Karpfen, einige Schleien und Karauschen. Sie dienen neben den bis zu 10 verschiedenen Arten von Kleinkrebsen, den Wasserflöhen und den verschiedenen Schnecken als Nahrungsgrundlage für die bedeutsame Vogelwelt.

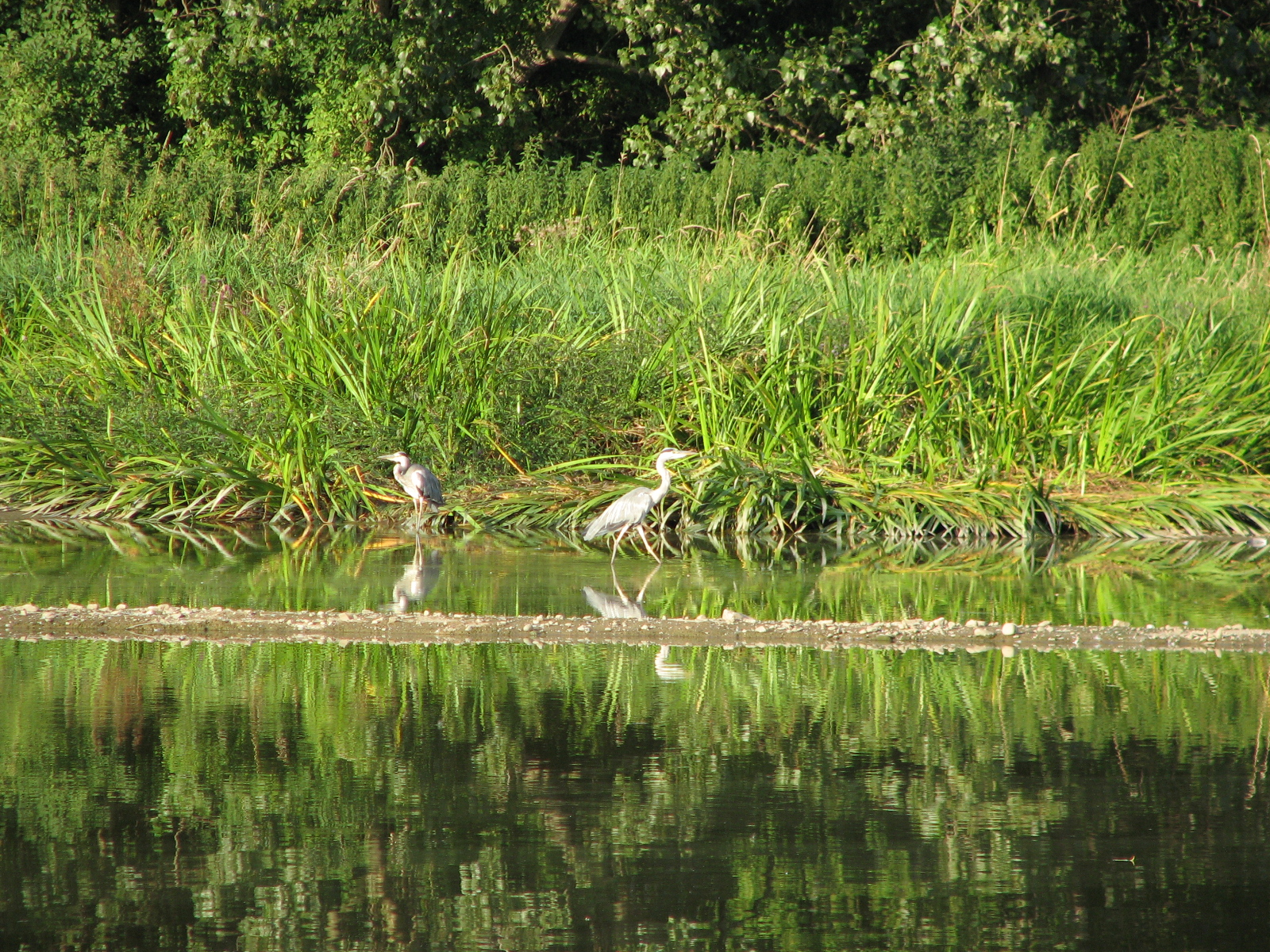
Graureiher

In der Vergangenheit konnten am Entenfang 55 % aller in Deutschland bekannten Vogelarten hier nachgewiesen werden.
Den Schwerpunkt dieser 250 Vogelarten bildet die Gruppe der Wat- und Wasservögel.
Mit heute 52 Brutvogelarten – darunter mindestens 12 der auf der roten Liste geführten – behauptet sich der Entenfang gegen den Trend vieler Biotope in NRW, die einen Artenrückgang zu verzeichnen haben.

## Vogelarten
- Krickente
- Blässhuhn
- Rotkehlchen
- Graureiher
- Lachmöwe
- Bachstelze
- Kiebitz
- Nilgans
- Sumpfrohrsänger
- Grünschenkel
- Teichhuhn
- Haubentaucher
- Kormorane
- Reiherente
- Stockente
- Zwergtaucher
- Flussuferläufer
- Eisvogel
- Halsbandsittich

## Pflanzenarten
- Maulbeerbaumhecke